# Camille du Gast

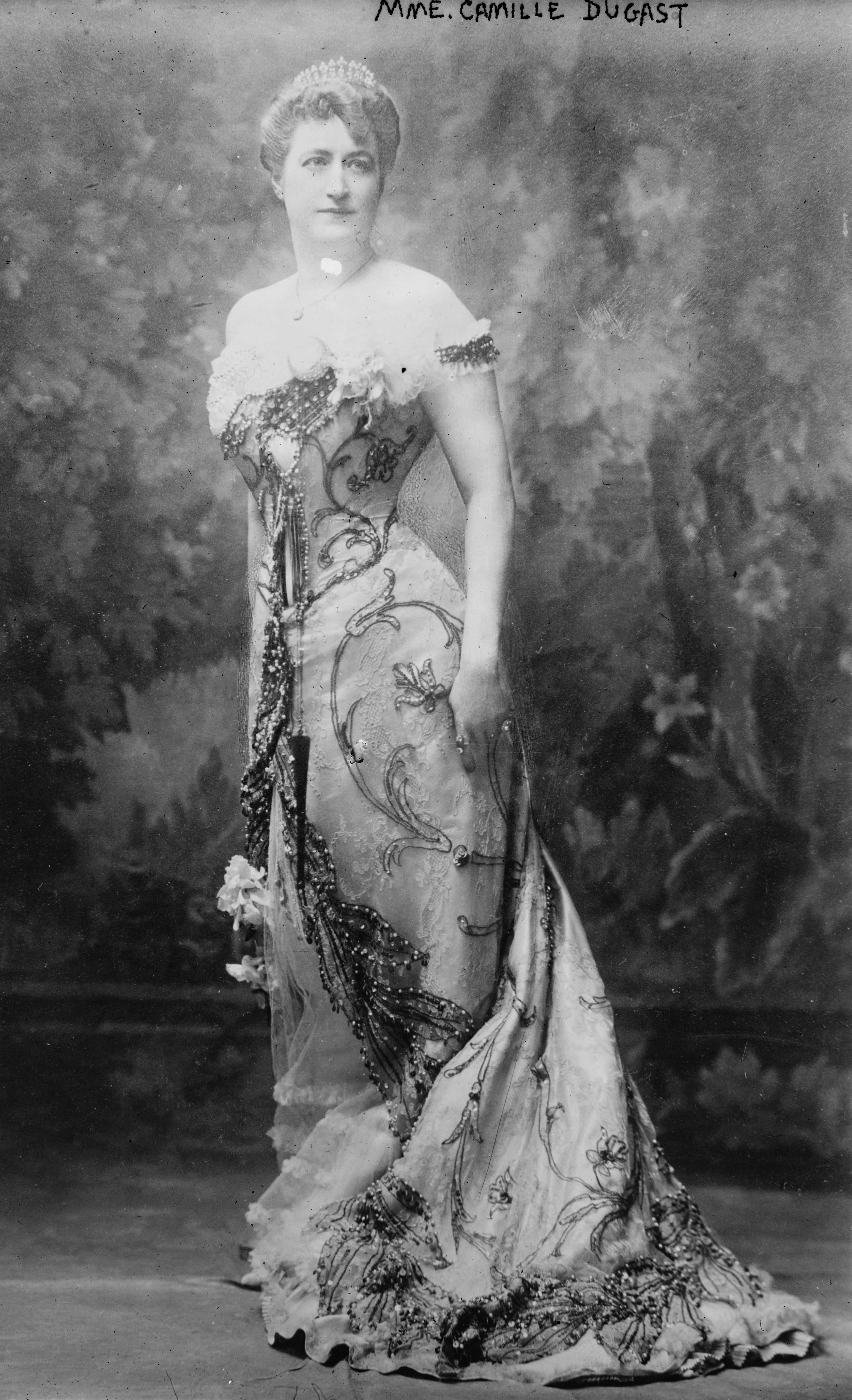
Camille du Gast, 1895

Marie Marthe Camille Desinge du Gast, verheiratete Crespin, bekannt als Camille du Gast (* 30. Mai 1868 in Paris als Marie Marthe Camille Desinge; † 24. April 1942 ebenda), war eine französische Sportlerin, Musikerin, Forscherin und Feministin.
Du Gast war eine leidenschaftliche Sportlerin, Ballonfahrerin, eine der ersten Autofahrerinnen und Motorsportlerinnen, sowohl bei Auto- als auch bei Motorbootrennen. Sie widmete sich aber auch klassischeren Sportarten wie dem Reiten, wo sie sich auszeichnete. Sie leitete mehrere wissenschaftliche Expeditionen nach Marokko und war von 1929 bis zu ihrem Tod die erste Präsidentin des Tierschutzvereins Société protectrice des animaux (SPA). Sie wurde auch l’Amazone aux yeux verts („die Amazone mit grünen Augen“) und la Walkyrie de la Mécanique („die Walküre der Mechanik“) genannt und in der Presse regelmäßig als „Sportswoman“ bezeichnet.

## Leben

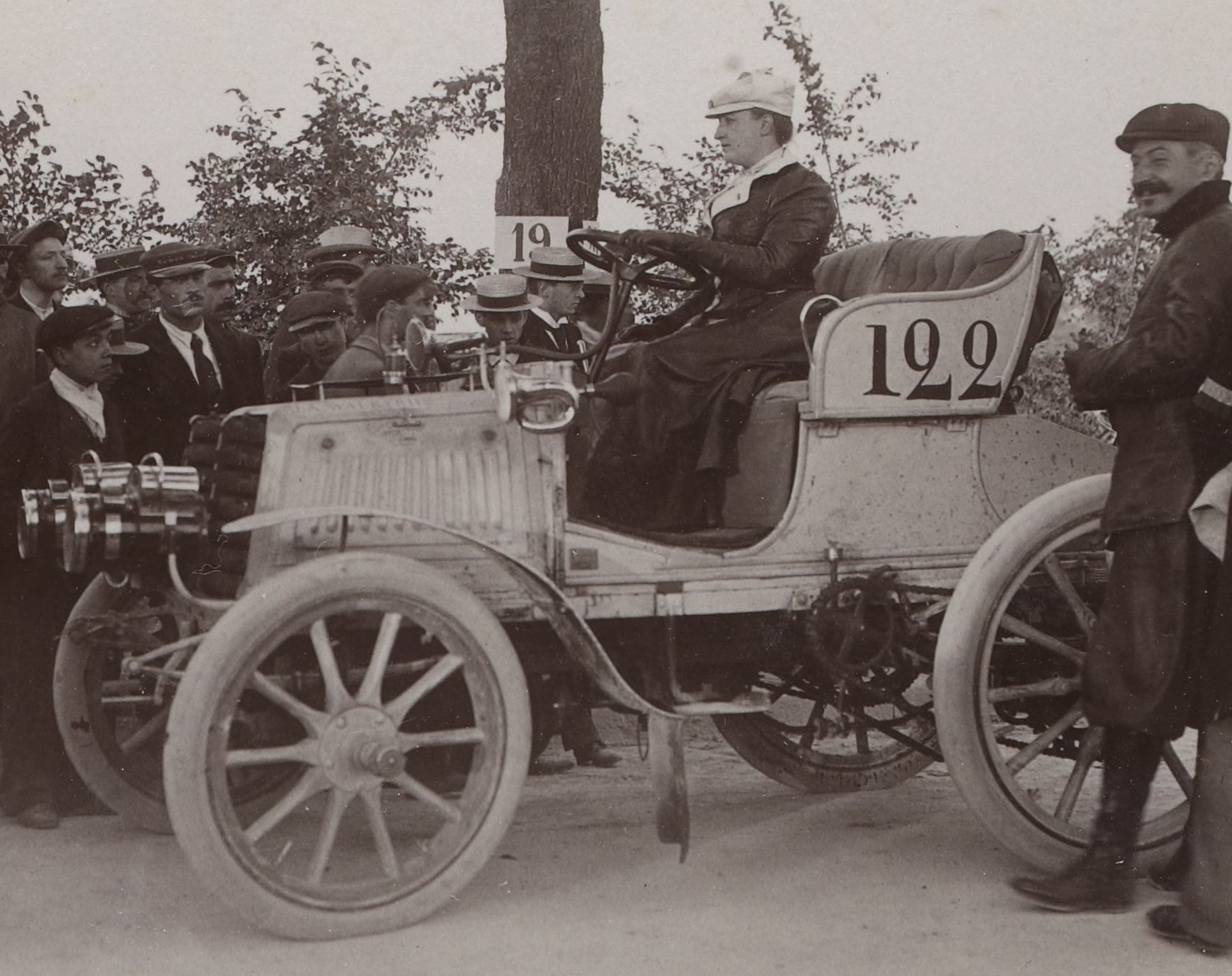
Camille du Gast und Herzog Hélie de Talleyrand-Périgord während des Rennens Paris–Berlin 1901 mit einem Panhard & Levassor

Du Gast stammte aus einer reichen bürgerlichen Familie aus Nordfrankreich, die eine Manufaktur für Herren-Arbeitskleidung und mehrere Grundstücke und Gebäude in Paris besaß.
1888 lernte sie Jules Crespin kennen, den Sohn von Jacques François Crespin, Gründer des Kaufhauses Le palais de la nouveauté, das später unter dem Namen Grands Magasins Dufayel bekannt wurde. Sie lebten in eheähnlicher Gemeinschaft, hatten eine Tochter, Diane, und heirateten 1894. Crespin starb Ende 1895. Mit 27 Jahren war Camille du Gast Witwe mit einem riesigen Vermögen.
Als virtuose Musikerin – sie war Schülerin von Félix Le Couppey – nahm sie als Pianistin an Konzerten in Paris und in der Provinz teil. Auch als Sängerin mit Falcon-Stimme war sie bekannt und trat mitunter ehrenamtlich bei Wohltätigkeitskonzerten auf.
Camille du Gast übte im Laufe ihres Lebens zahlreiche Sportarten aus, Bergsteigen, Fechten, Reiten oder die Jagd, die sie später ganz aufgab, als sie sich dem Tierschutz widmete. 1905 ritt sie zwei Reitpferde: ihr schwarzes Pferd „Sigurd“ und ihre Fuchsstute „Hieda“. Außerdem nahm sie 1895 mit dem Ballonfahrer Louis Capazza in Frankreich und Belgien an Fallschirm-Experimenten teil.
Camille du Gast war neben der Herzogin von Uzès die erste Frau in Frankreich, die 1897 eine Fahrerlaubnis erhielt. Im Jahr 1901 besaß sie zwei auf sie zugelassene Fahrzeuge, einen Peugeot und einen Panhard & Levassor. Mit Letzterem war sie die erste Französin und nach Hélène de Zuylen die zweite Frau, die an einem Autorennen teilnahm, dem Paris-Berlin-Rennen von 1901. Sie belegte mit der Startnummer 122 den 33. Platz unter 108 Teilnehmern und den 19. Platz in der Klasse „Schwere Wagen“. Ihr Interesse soll daher gerührt haben, dass sie den Start des Gordon-Bennett-Cups im Jahr 1900 gesehen hatte.
Im Jahr 1902 stand sie im Mittelpunkt einer familiären Gerichtsaffäre, die unter dem Namen „Die maskierte Frau“ international bis Übersee und Australien Beachtung fand und in der sie auf böswillige Weise vom Anwalt ihres Vaters und ihres Bruders mit dem Aktmodell Marie Renard im gleichnamigen Gemälde des Malers Henri Gervex verwechselt wurde.
1903 belegte sie beim Rennen Paris–Madrid mit ihrem De Dietrich zunächst den achten Platz, erreichte aber schließlich nur Platz 77, nachdem sie angehalten hatte, um einem verunglückten britischen Teilnehmer zu Hilfe zu kommen. Der Wettbewerb wurde in Bordeaux auf Beschluss des Innenministers Georges Clemenceau vorzeitig abgebrochen, da es zu viele Rennunfälle mit mehreren Toten und Verletzten gegeben hatte. Später bot ihr Benz & Cie. an, 1904 für Benz beim Gordon-Bennett-Cup anzutreten, aber die französische Regierung verbot es ihr, ebenso wie sie Frauen generell die Teilnahme an Automobilrennen untersagte.
Du Gast gehörte damit zum sehr kleinen Kreis der Rennfahrer und war offiziell die einzige Frau der damaligen Zeit, die im Automobile Club de France (ACF) war. Als der ACF am 5. März 1904 beschloss, Frauen auszuschließen, protestierte sie öffentlich in der Zeitung L’Auto. Henri Desgrange, Herausgeber der Zeitung und Sprecher des ACF, stellte klar, dass der Ausschluss nicht gegen Camille du Gast gerichtet war, blieb aber hart beim Ausschluss von Frauen, um „die Beteiligung anderer Frauen zu vermeiden, die weniger erfahren, weniger geschickt und weniger umsichtig wären als sie“.

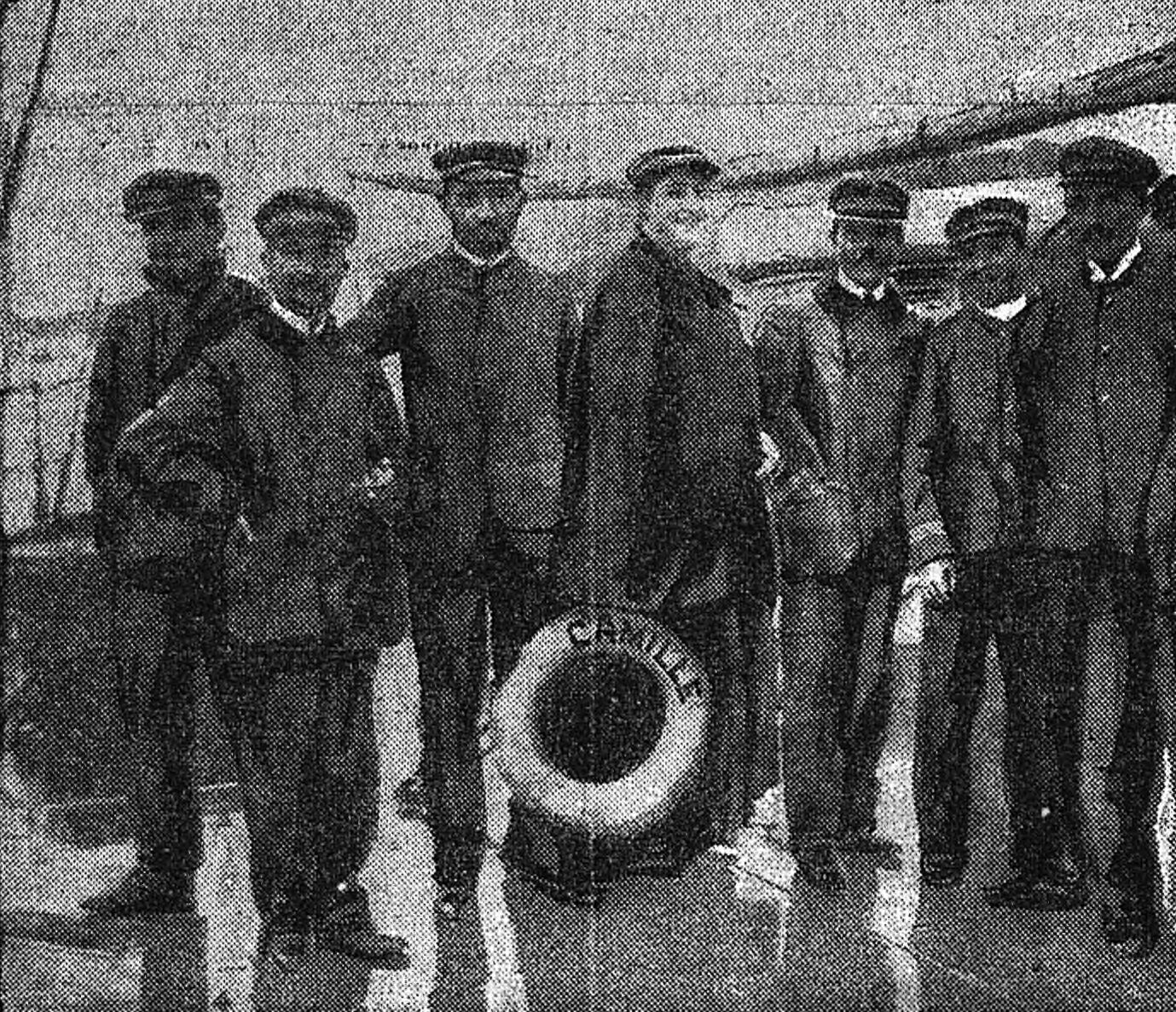
Du Gast nach ihrer Rettung durch die Kléber am 14. Mai 1905.

Infolge ihres Ausschlusses vom Motorsport wandte sich Camille du Gast dem Wassersport zu. Im September 1904 steuerte sie das mit einem Darracq-Motor angetriebene Boot Marsouin auf der Seine bei Juvisy-sur-Orge. Nach einem 100 km langen Rennen, das sie in 3:56 Stunden beendete, belegte sie den vierten Platz.
Am 24. März 1905 wurde ihr Motorboot La Turquoise in Bercy getauft. Das Boot war von Tellier et Gérard gebaut worden und hatte einen 150-PS-Motor von Panhard & Levassor. Im April desselben Jahres nahm sie an einem der Rennen des Monaco-Meetings teil und war damit die zweite Frau, die an einem Motorbootwettbewerb teilnahm. Sie beendete das Rennen als 15. Im März 1905 wurde ihr Boot Camille gebaut. Es war ein 13 Meter langes Boot mit 43 Tonnen Verdrängung und einem 90-PS-Motor von Automobiles Charron.
Mit der Camille nahm sie am Rennen Algier–Toulon teil, einem Wettbewerb, an dem auch Jean Decazes und Paul Chauchard teilnahmen. Das Rennen startete am 7. Mai 1905 um 6 Uhr morgens. Auf der ersten Etappe Algier–Mahon belegte sie nach einer Fahrt von 16 Stunden den zweiten Platz und erhielt bei dieser Gelegenheit den Preis des französischen Marineministers sowie den Preis der spanischen Seefahrtsliga. Schlechtes Wetter verzögerte den Start der zweiten Etappe, die am Morgen des 13. Mai 1905 begann. Durch die unruhige See wurde die Camille am 14. Mai um 18 Uhr auf dem ersten Platz liegend beschädigt. Der Panzerkreuzer Kléber eilte der Besatzung zu Hilfe. Das Boot wurde aufgegeben. Du Gast soll zuerst der Besatzung der Kléber gedankt und dann ausgerufen haben: „Was für ein gutes Artikelthema für die Journalisten!“ Die Preisverleihung fand am 3. Juli 1905 statt und die Camille erhielt den ersten Preis und du Gast die Skulptur L’industrie automobile rapproche l’Algérie de la Métropole von René Rozet. Aufgrund ihrer Leistungen wurde das Boot von Émile Thubron, dem Olympiasieger im Motorbootfahren 1908 in London, Camille getauft.

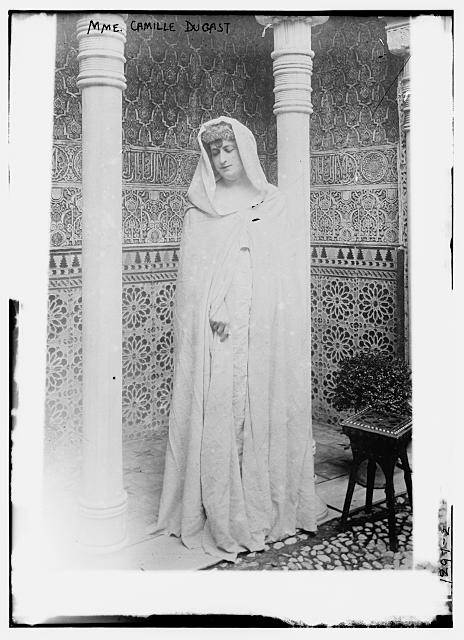
Camille du Gast in Marokko, 1909

Zwischen 1905 und 1912 führte Camille du Gast fünf wissenschaftliche Expeditionen nach Marokko durch, die jeweils mehrere Monate dauerten und die sie selbst finanzierte. Nach der Rückkehr von ihren Erkundungen verfasste sie unter anderem einen Bericht über die Landwirtschaft in Marokko und einen weiteren über den Status der Arbeiter.
Exemplarisch für diese Expeditionen ist die letzte, die vom 7. Februar bis zum 31. Mai 1912 dauerte und die Arbeitsbedingungen in Marokko sowie die Sammlung von Gegenständen für das Muséum national d’histoire naturelle zum Inhalt hatte. Die Mission landete am 12. Februar in Casablanca und erkundete anschließend El Mansouria und die Trockentäler östlich. Anschließend brach die Mission nach Süden nach Agadir auf und durchquerte die damaligen Provinzen Khémisset, El Jadida und Essaouira und deren Städte. Sie nahm Kontakt mit den lokalen Kaids auf, die die Mission mit Eskorten aus Reitern und Fußsoldaten bis zur Grenze ihrer jeweiligen Gebiete schützten. Jenseits von Agadir war das Land für Ausländer gefährlich. Sie konnte dennoch bis zur Mündung des Souss vordringen. Dann erhielt sie den offiziellen Befehl, wegen drohender Aufstände nach Essaouira zurückzukehren. Sie wartete dort noch auf Genehmigungen, Marrakesch, Tagoundaft und Taroudant zu besuchen, erhielt sie aber nicht. Eines der Ergebnisse der Expedition war ein Verzeichnis der Zisternen und Douars der bereisten Gegenden.
1909 verlieh ihr der Bey von Tunis das Offizierskreuz des Nischan el Iftikhar. Aufgrund ihrer offiziellen Missionen verlieh ihr der französische Kriegsminister Eugène Étienne im November 1913 die Gedenkmedaille für den Marokko-Feldzug (Campagne du Maroc).
Als überzeugte Feministin und Freundin der Ärztin Blanche Edwards-Pilliet, der Journalistin Caroline Rémy de Guebhard und der Anwältin Maria Verone war Camille du Gast Vorstandsmitglied der Französischen Liga für Frauenrechte (Ligue française pour le droit des femmes). In dieser Funktion wirkte sie 1921 an dem Buch Cinquante ans de féminisme (1870–1920) mit, indem sie für einen Artikel über Le rôle des sports dans la victoire féministe („Die Rolle des Sports für den Sieg des Feminismus“) verantwortlich zeichnete.
Camille du Gast war eine leidenschaftliche Tierschützerin und später ein treues Mitglied des Tierschutzvereins Société Protectrice des Animaux (SPA). 1927 renovierte, modernisierte und vergrößerte sie mit ihren eigenen Mitteln das von James Gordon Bennett gegründete Tierheim in Gennevilliers, das sie Le bon Accueil nannte. 1929 wurde sie die erste Präsidentin des Tierschutzvereins und blieb es bis zu ihrem Tod im Jahr 1942. Sie organisierte insbesondere Demonstrationen gegen die Stierkämpfe in Melun im Jahr 1930 und setzte sich aktiv dafür ein, dass in den Pariser Schlachthöfen Schlachtschussapparate eingeführt wurden.
Camille du Gast war während des Ersten Weltkriegs und bis zu ihrem Tod karitativ tätig. Sie gründete unter anderem 1915 den Verein La Reconstitution du foyer, der den Bewohnern der vom Krieg verwüsteten Gemeinden mit Möbeln und Einrichtungsgegenständen half. 1927 beteiligte sie sich an der Gründung einer Caisse de Secours et de Chômage und spendete 6.000 Francs.
Als Dame der Gesellschaft veranstaltete sie in Paris prächtige Feste, über die die Presse regelmäßig berichtete, insbesondere an jedem 18. Juli zu Ehren der Hl. Camilla.
Du Gast starb am 24. April 1942 in ihrem Haus in der Rue Alfred-Roll in Paris. Sie ruht neben ihrem Ehemann in der Gruft der Familie Crespin auf dem Cimetière du Père-Lachaise in Paris.
Schon zu ihren Lebzeiten benannte die Stadtverwaltung von Paris die Rue Crespin (nach der Familie ihres Mannes, der die Grundstücke gehörten) im 11. Arrondissement zu ihren Ehren in Rue Crespin du Gast um. Camille du Gast nahm am 15. Juni 1929 an der Einweihung der Straße teil. Am 24. April 2022, anlässlich ihres 80. Todestages, wurde die Rue Crespin du Gast offiziell in Rue Camille Crespin-du Gast umbenannt. In Frankreich sind mehrere Schulen und weitere kommunale Straßen nach ihr benannt.

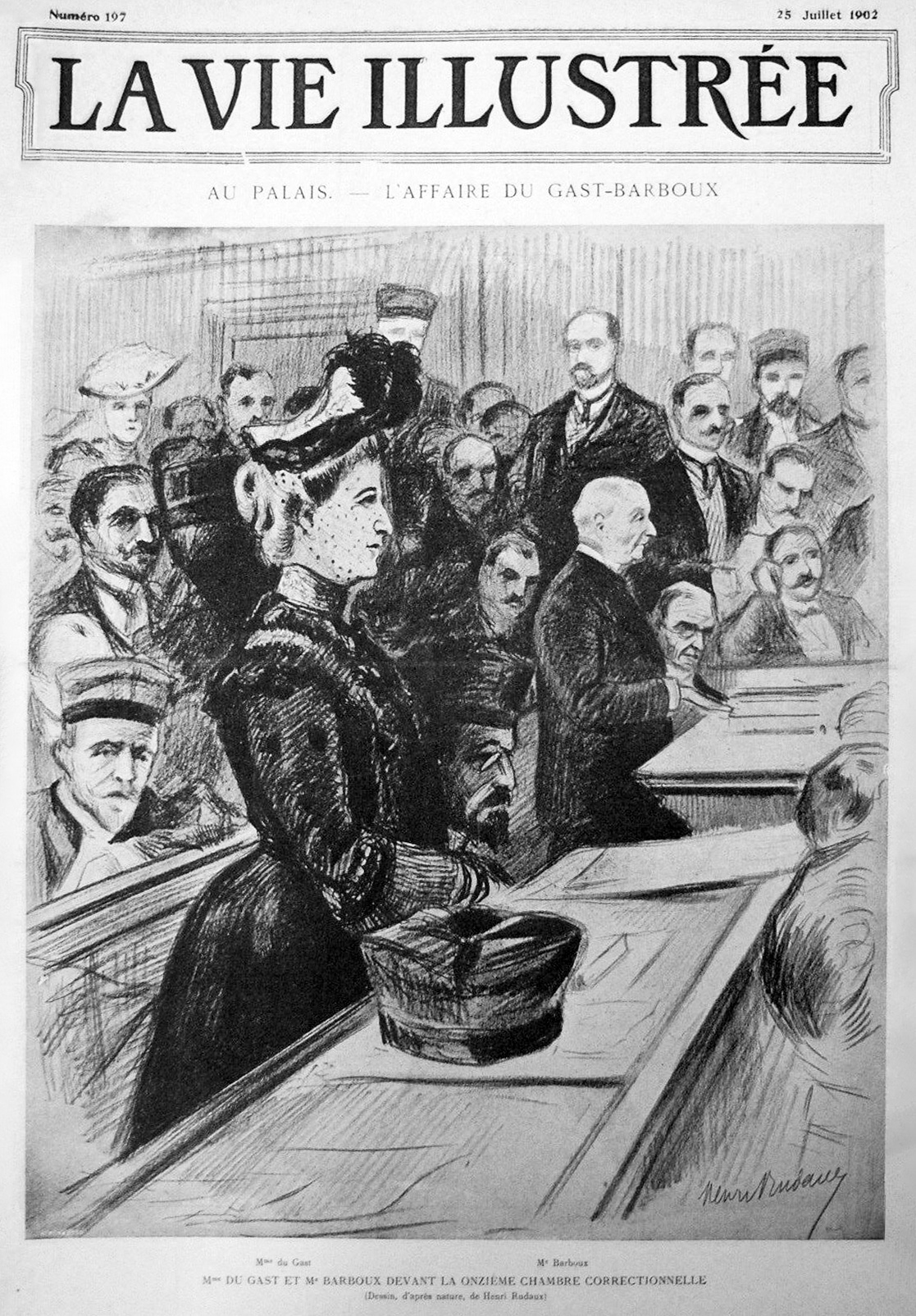
Auf dem Titelbild von La Vie Illustrée während des Gerichtsverfahrens, 25. Juli 1902
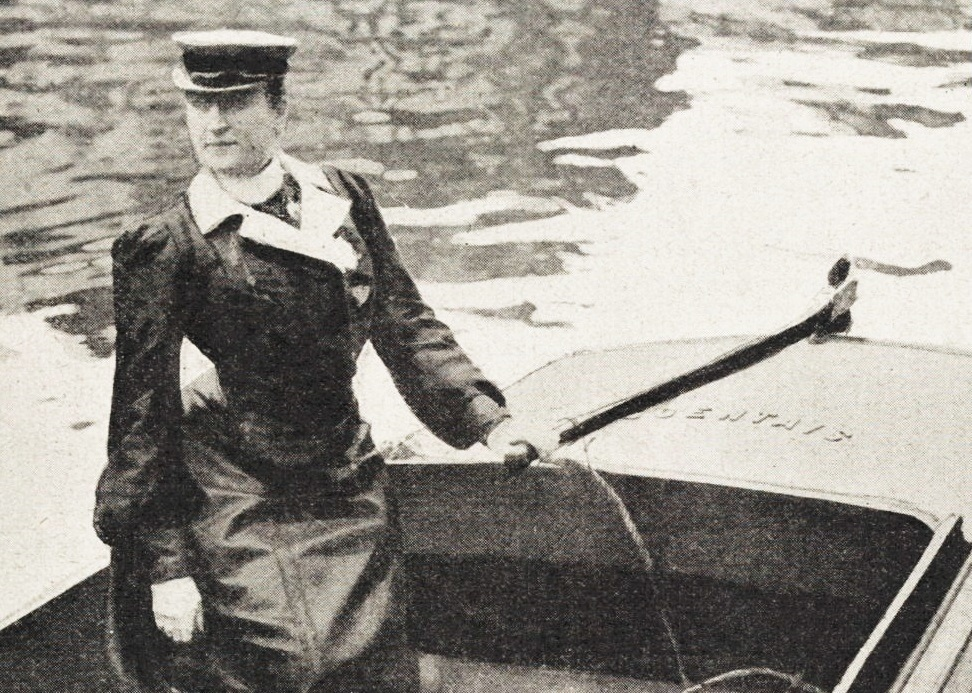
Camille du Gast legt die Prüfung als Motorbootführerin ab, September 1904
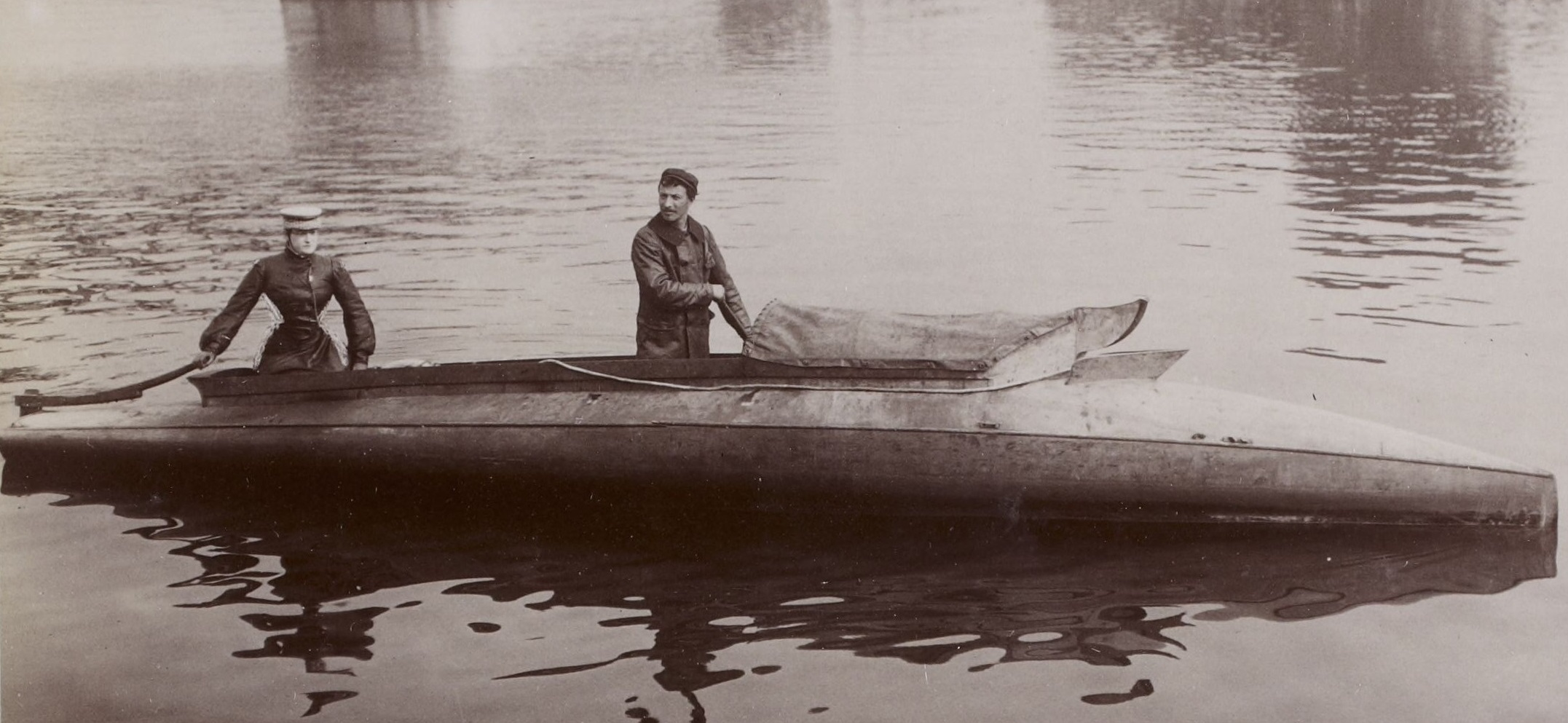
Camille du Gast am Steuer des Motorboots Darracq, September 1904
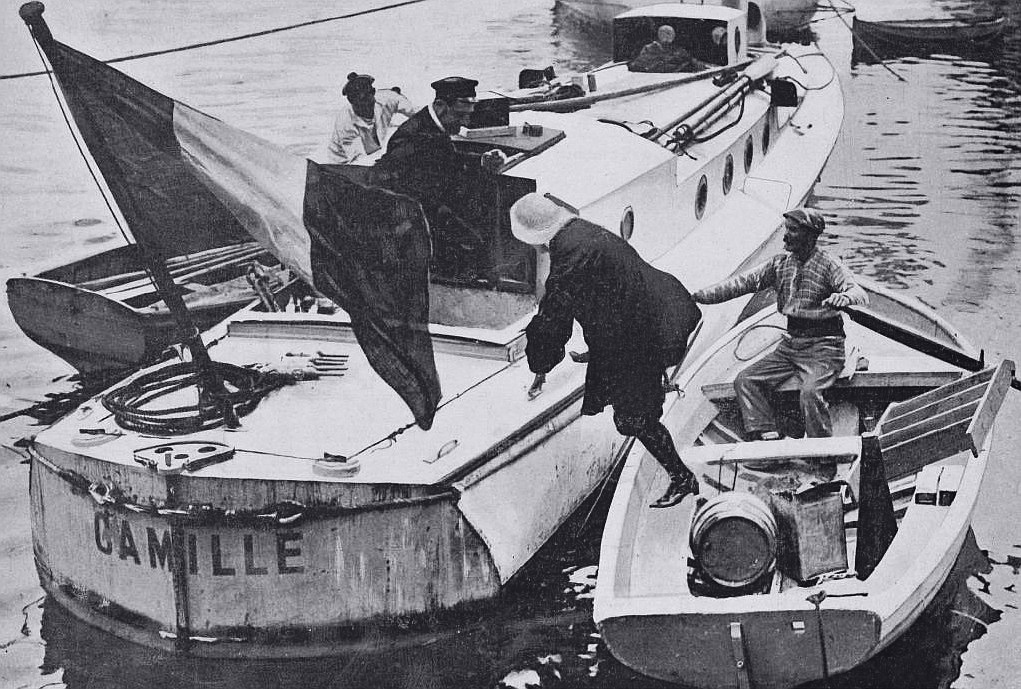
Camille du Gast besteigt ihr Motorboot Camille für das Rennen Algier–Toulon, 1905
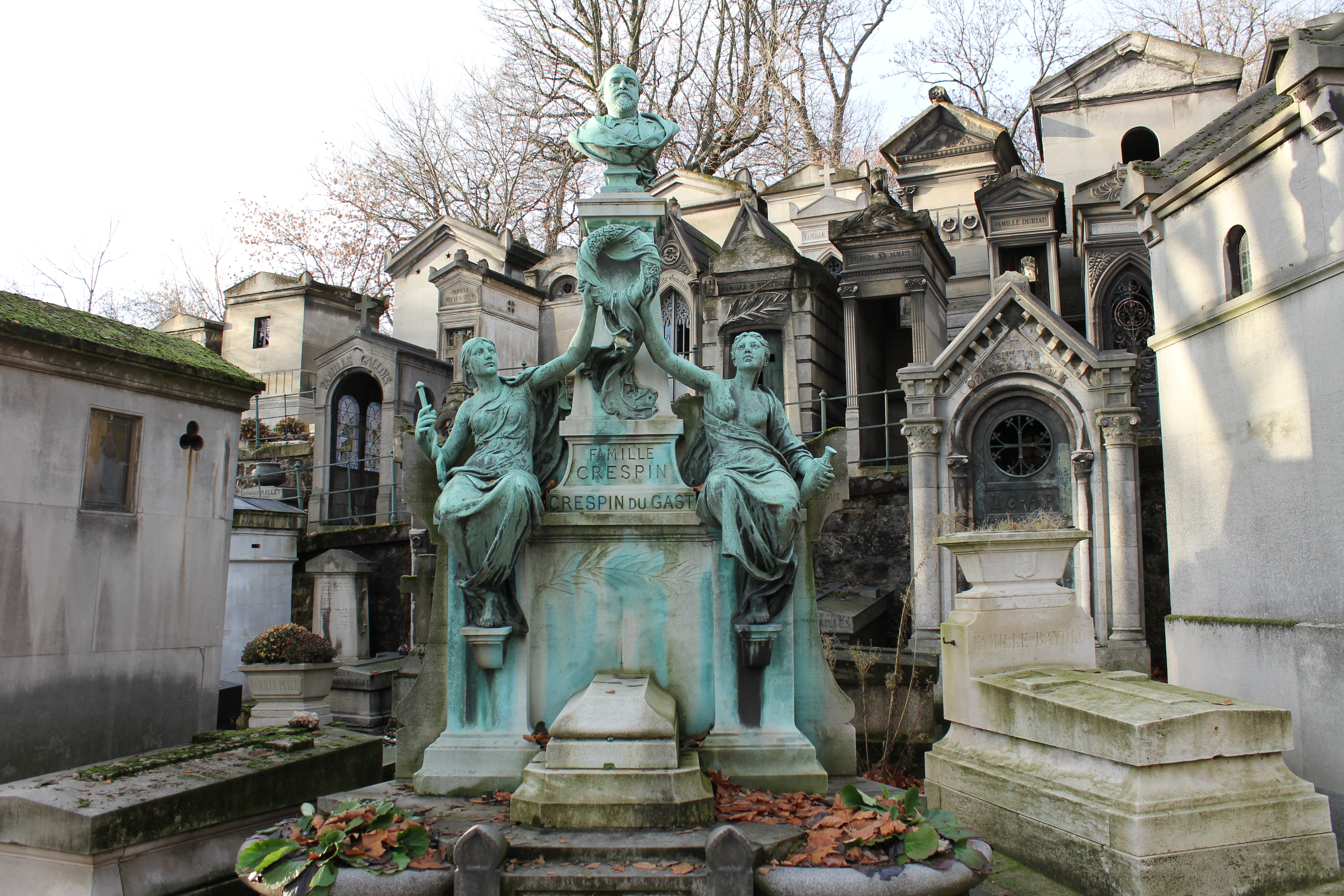
Grab der Familie Crespin auf dem Cimetière du Père-Lachaise
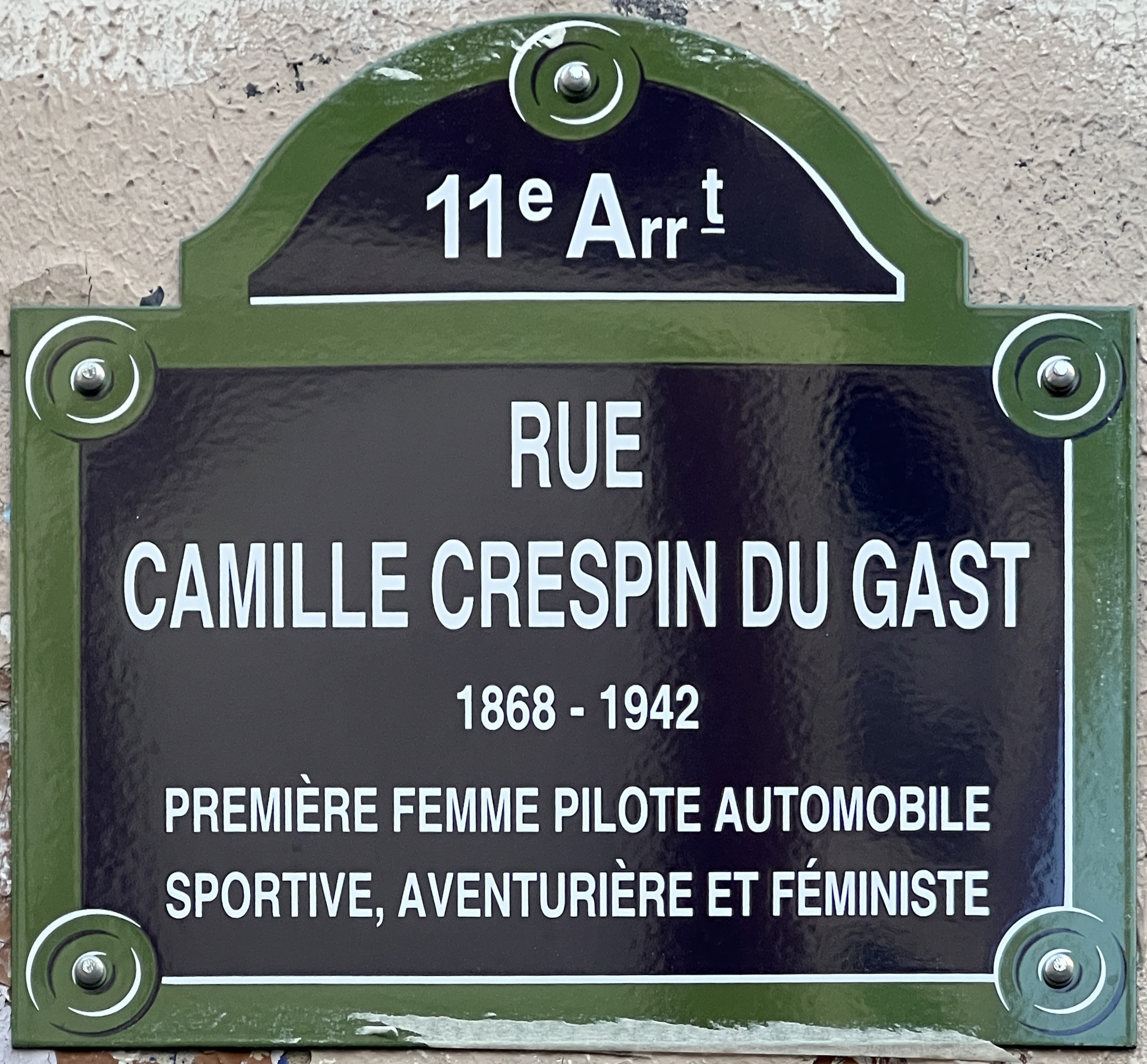
Plakette an der Rue Camille Crespin-du Gast anlässlich der Umbenennung, 24. April 2022

## Werke
Camille du Gast veröffentlichte regelmäßig Berichte über ihre Rennen und später ihre Expeditionen, exemplarisch:
- Ma course Paris–Madrid. In: La Vie au grand air. 5. Juni 1903, S. 358, 360.
- À deux doigts de la mort. In: Je sais tout. 15. Februar 1905.
- Pourquoi je suis allée au Maroc. In: La Vie heureuse. 1. September 1907.
- Pourquoi je suis allée au Maroc. In: La Vie heureuse. 1. September 1907.
- Le statut ouvrier au Maroc, rapport adressé au Ministre du Travail. Imprimerie Nationale, Paris 1921.

## Weitere Literatur
- Jean-François Bouzanquet: Fast Ladies: Female Racing Drivers 1888 to 1970. Veloce Publishing, Dorchester 2009, ISBN 978-1-84584-225-3.
- Céline Cauvin: Les femmes et l'automobile à la Belle Époque (1898–1922). Masterarbeit, Université Paris X, Nanterre (free.fr [PDF; 2,7 MB; abgerufen am 5. November 2022]).
- Georges Fleury: La belle histoire de la S.P.A. De 1845 à nos jours. Édition Grasset, Paris 1995, ISBN 978-2-246-49631-1.
- Elisabeth Jaeger-Wolff: La dernière amazone: Biographie romancée de Camille Crespin du Gast (1868–1942). Éditions du Bastberg, Haguenau 2006, ISBN 978-2-84823-071-9.
- Lorraine Kaltenbach und Clémenine Portier-Kaltenbach: Championnes: Elles ont conquis l'or, l'argent, le bronze. Flammarion, Paris 2019, ISBN 978-2-08-144497-3, S. 39–49.